# Peter Marggraf (Bildhauer, 1947)

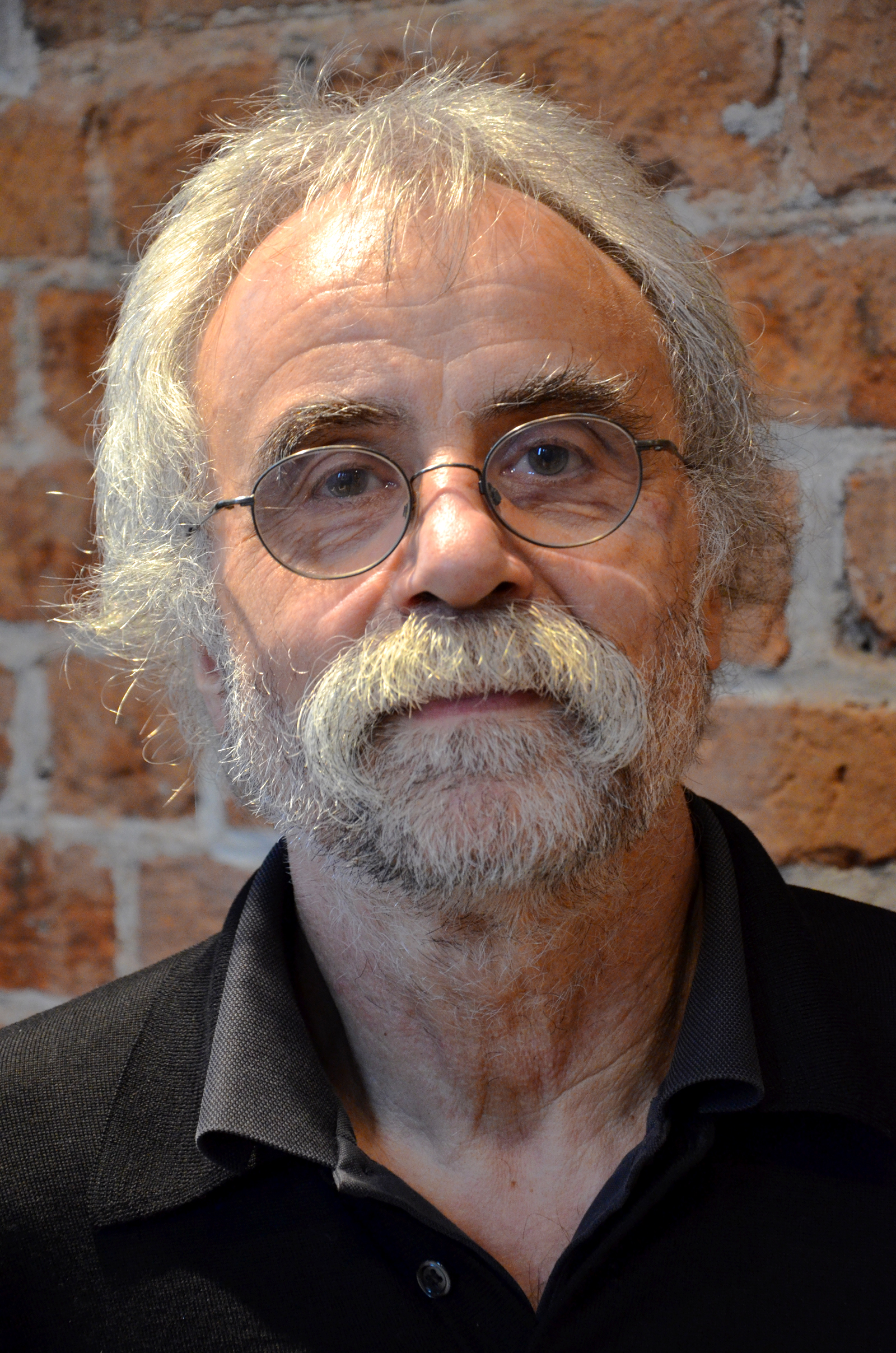
Peter Marggraf (2014)

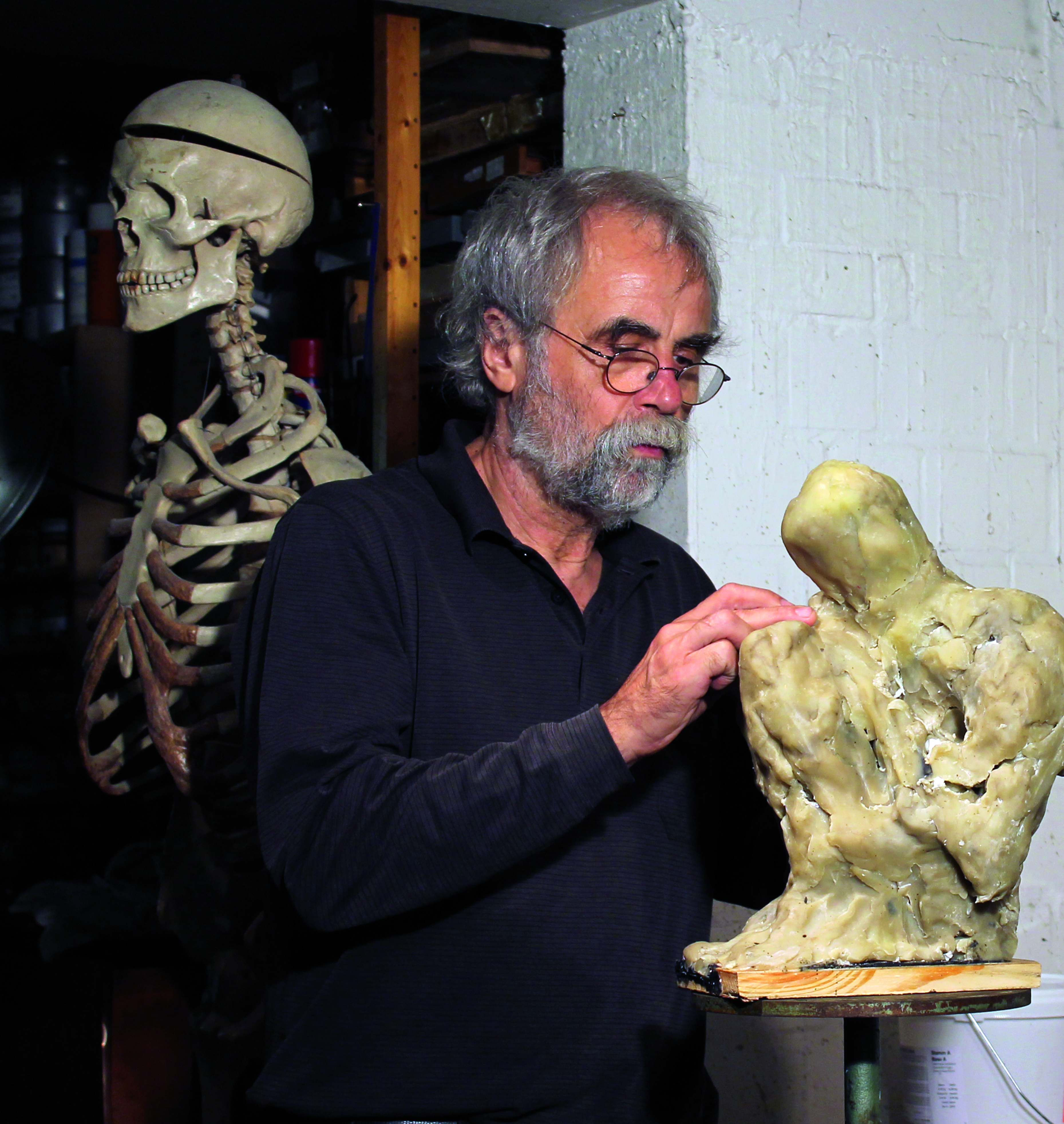
Porträt Peter Marggraf 2014. In der Werkstatt in Bordenau

Peter Marggraf (* 1947 in Ehlbeck bei Lüneburg) ist ein deutscher Bildhauer, Zeichner, Drucker und Büchermacher.

## Werdegang
Ab 1965 studierte Peter Marggraf an der Werkkunstschule in Hannover bei Helmut Rogge. 1970 folgte ein Studium an der Staatlichen Hochschule für Bildende Künste in Hamburg bei Jochen Hiltmann. Von 1975 bis 1979 erhielt Peter Marggraf einen Lehrauftrag für plastisches Gestalten an der Fachhochschule in Hannover. Anschließend studierte er 1975 an der Staatlichen Hochschule für Bildende Künste Braunschweig bei Emil Cimiotti. 1981 war er Meisterschüler bei Emil Cimiotti. 1984 erhielt er den Niedersächsischen Kunstpreis (Nachwuchsstipendium). 1996 gründete Peter Marggraf die San Marco Handpresse. 1999 hielt sich Peter Marggraf zwei Monate mit einem Arbeitsstipendium im Deutschen Studienzentrum in Venedig auf.
Peter Marggraf wurde mit seinem Werk in die Künstlerdatenbank und Nachlassarchiv Niedersachsen aufgenommen.

## Plastiken aus Ton
„Da aber sitzt einer vor einem Scherbenhaufen und versucht, trotzig und unbeirrbar wie ein Archäologe, noch einmal eine Figur zusammenzusetzen, dieses Abbild, diesen Menschen wieder heil und ganz zu machen. Zwar vermag er ihm die Hände zurückzugeben oder die vollen Lippen des Mundes oder die feinen Wimpern an den geschlossenen Augendeckeln - aber er wird nicht fertig, er kann nicht fertig werden, ein Heilmachen ist hier jetzt nicht möglich. Einen ganzen Menschen schaffen zu wollen, das wäre der gleiche Hochmut, die gleiche Hybris, die zuvor zur Zerstörung geführt haben. So sehen wir also in den Plastiken von Peter Marggraf das, was er als einzelner vom Bild des Menschen mit seiner Kunst zu retten vermag. Kein völlig heilloser Zustand - darin liegt der Trost für uns. Aber es mag sein, daß dies der Trost eines Sisyphos ist - darin liegt die Herausforderung für uns. Doch vielleicht kommen wir tatsächlich nicht umhin, uns Sisyphos als einen glücklichen Menschen vorzustellen.“

## Plastiken aus Bronze
„Seine Wachsplastiken suggerieren trotz ihrer kleinen Höhenmaße eine ihnen innewohnende Größe und Würde, die in einem intensiven, geradezu meditativen Schaffensprozeß wurzelt. Weil das Wachs von Marggraf buchstäblich „in der Hand“ geformt wurde und Gestalt annahm, haftet den Plastiken eine Intimität an, die Körpergefühl und spirituelles Empfinden gleichermaßen ausstrahlt. Die darin eingeschlossene Stille als Moment der Kontemplation ist allen Arbeiten Peter Marggrafs innewohnend.“

## Galerie

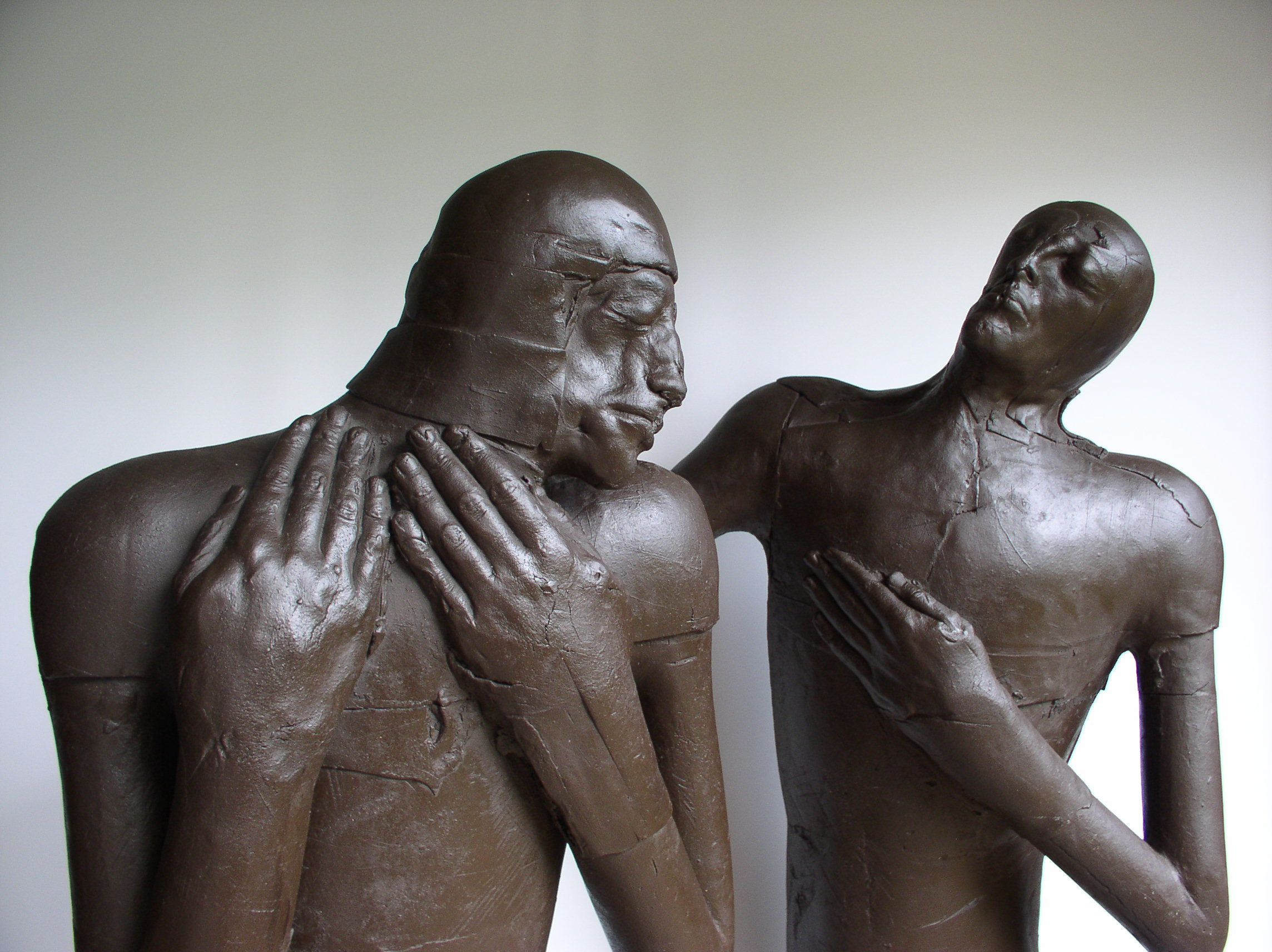
Zwei lebensgroße Tonfiguren. Aufbewahrt im Dommuseum Hildesheim.
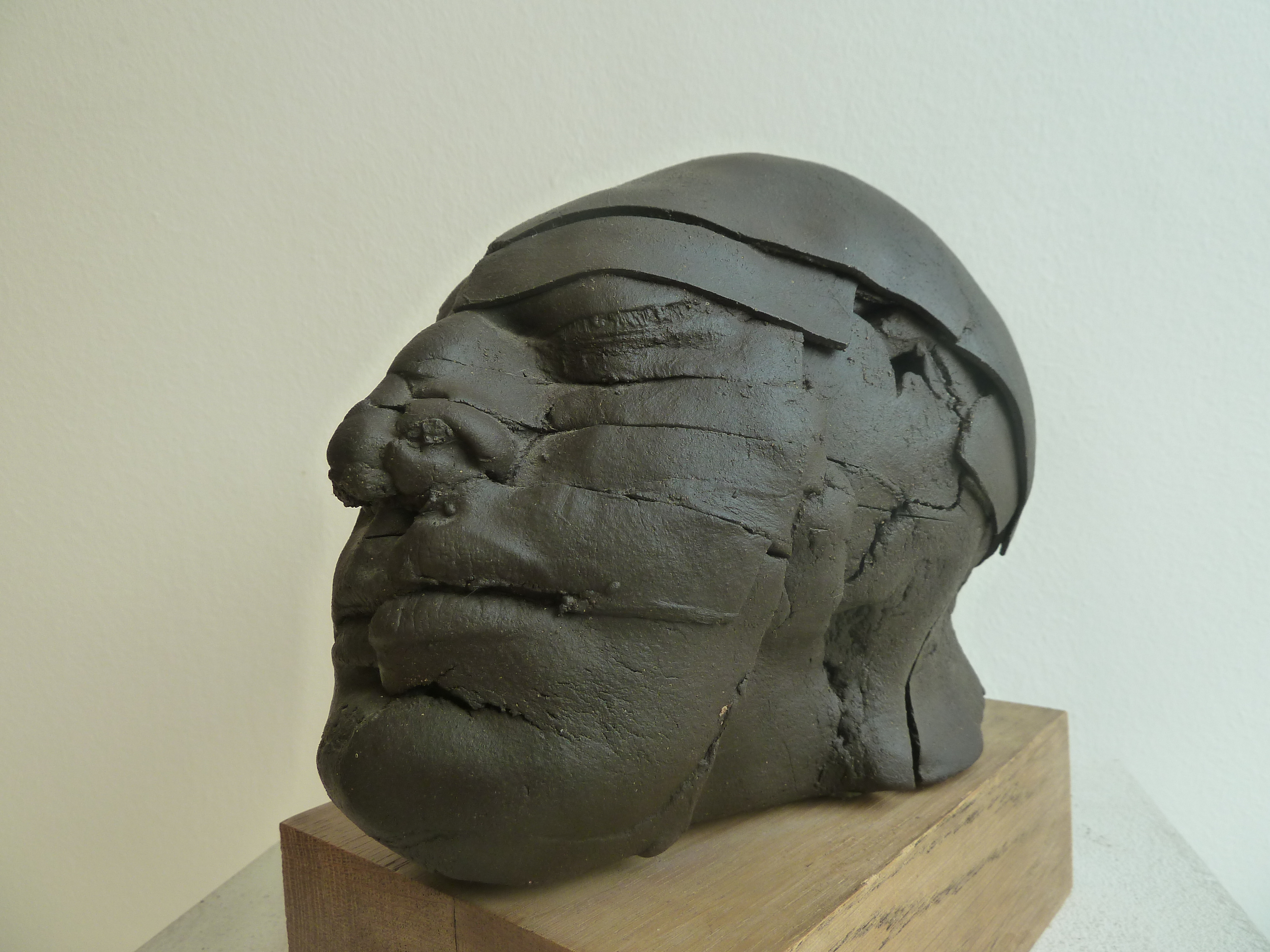
Kopf 1984. Terrakotta. Aufbewahrt im Dommuseum Hildesheim.
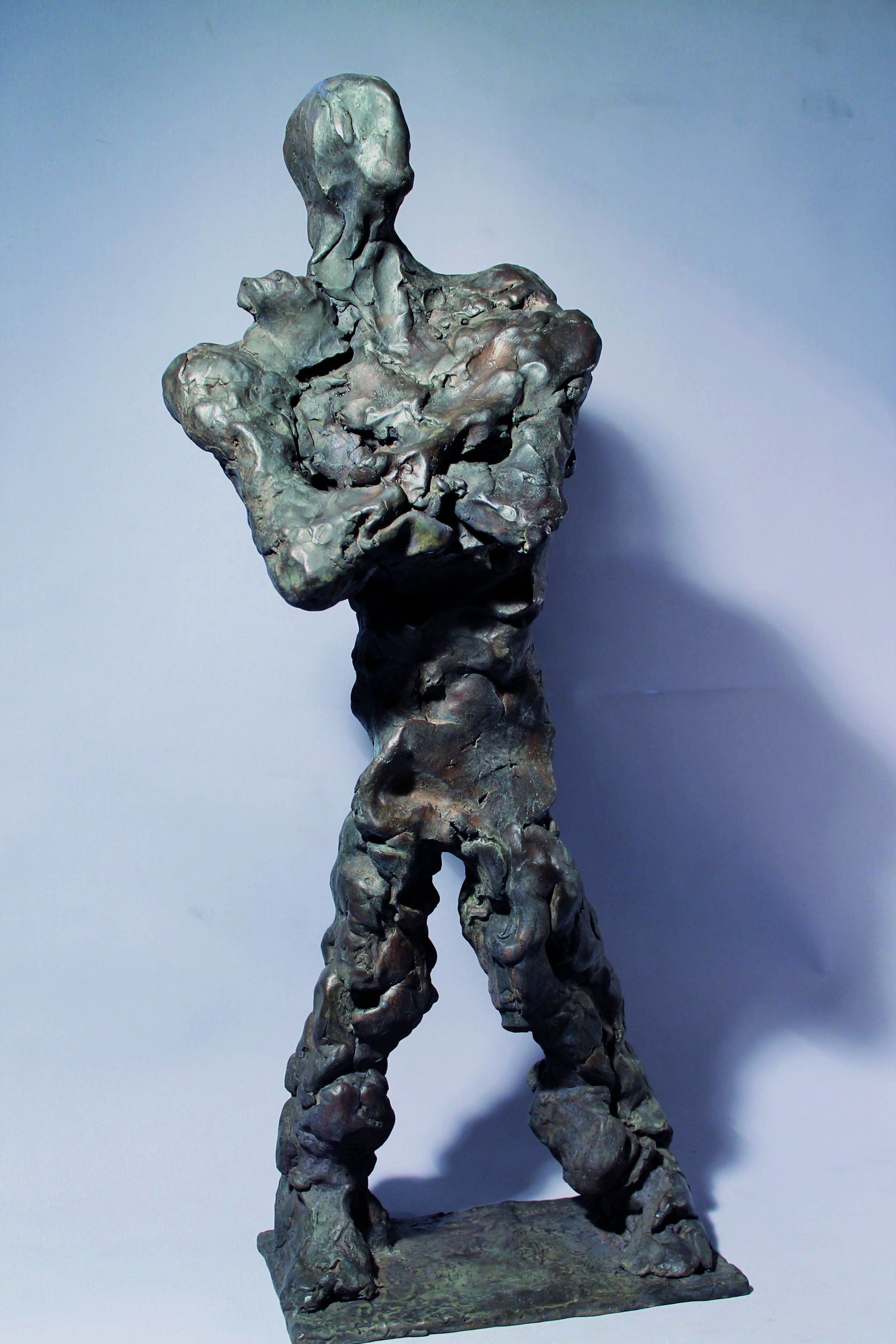
Peter Marggraf. Figur, die Arme vor der Brust gekreuzt 2014 · Bronze auf Stahl · Höhe 73 cm.
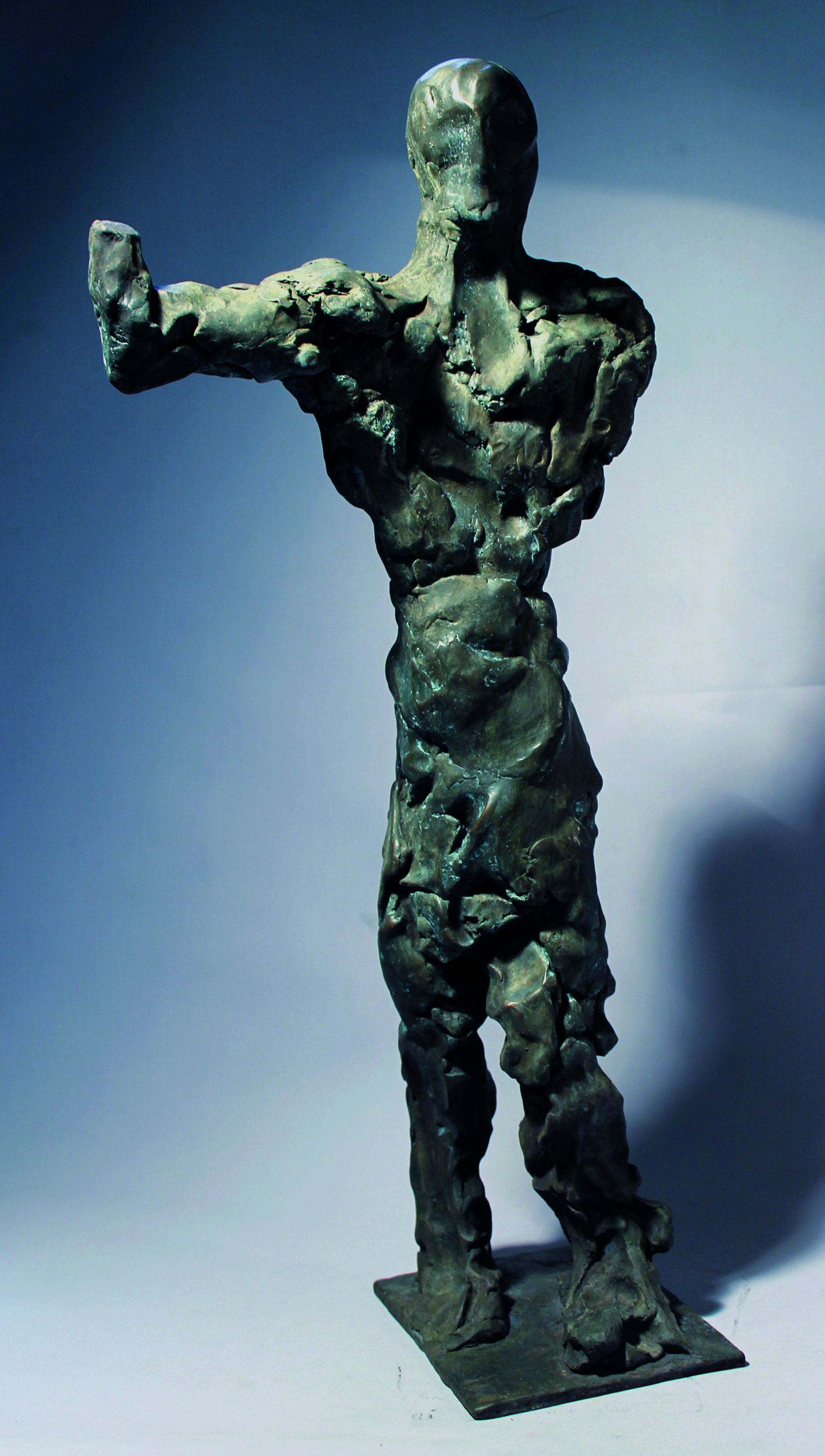
Peter Marggraf. Figur mit erhobenem Arm · Bronze auf Stahl · Höhe 73 cm.
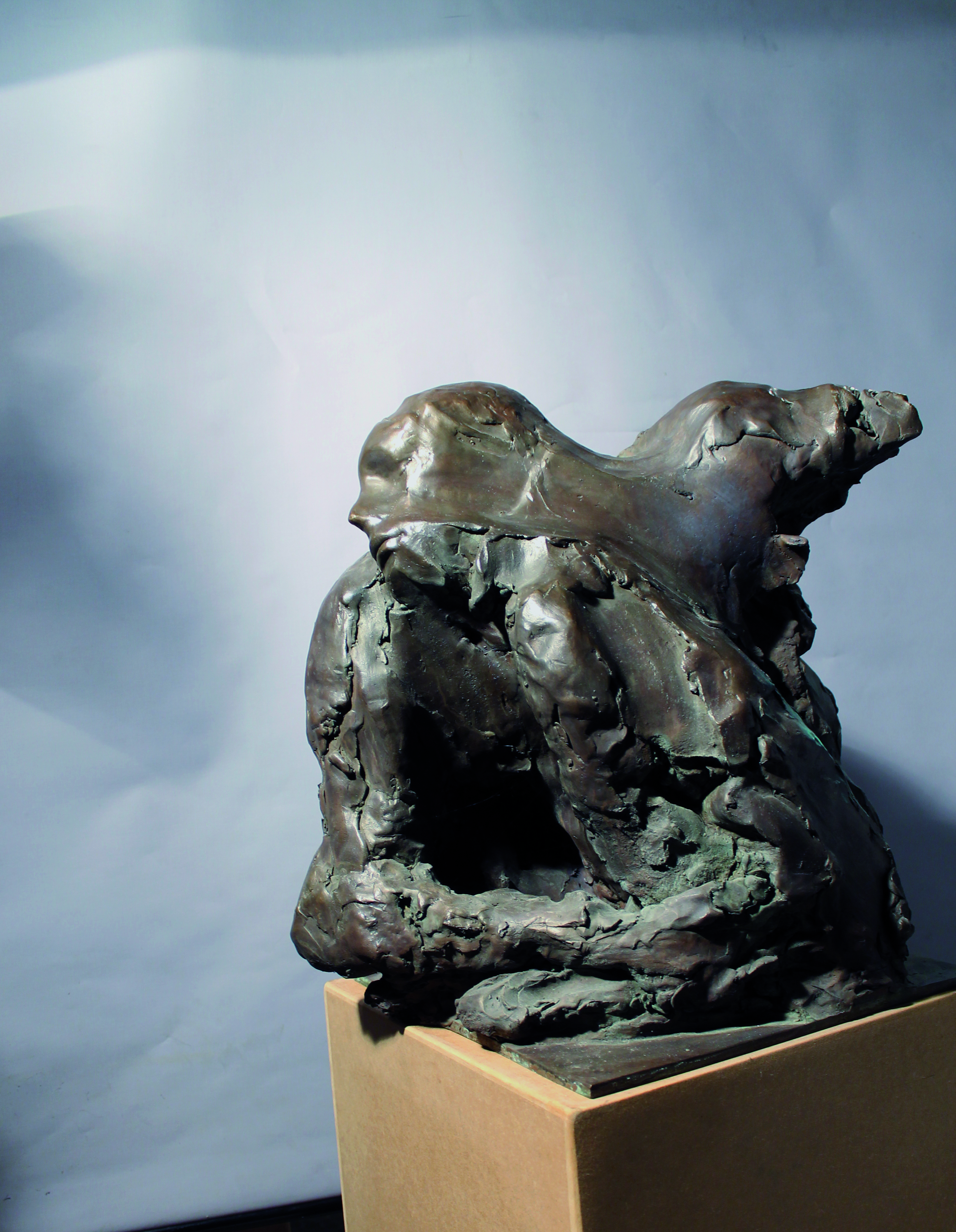
Peter Marggraf. Hockende Figur 2011 · Bronze · Höhe 53 cm.

## San Marco Handpresse

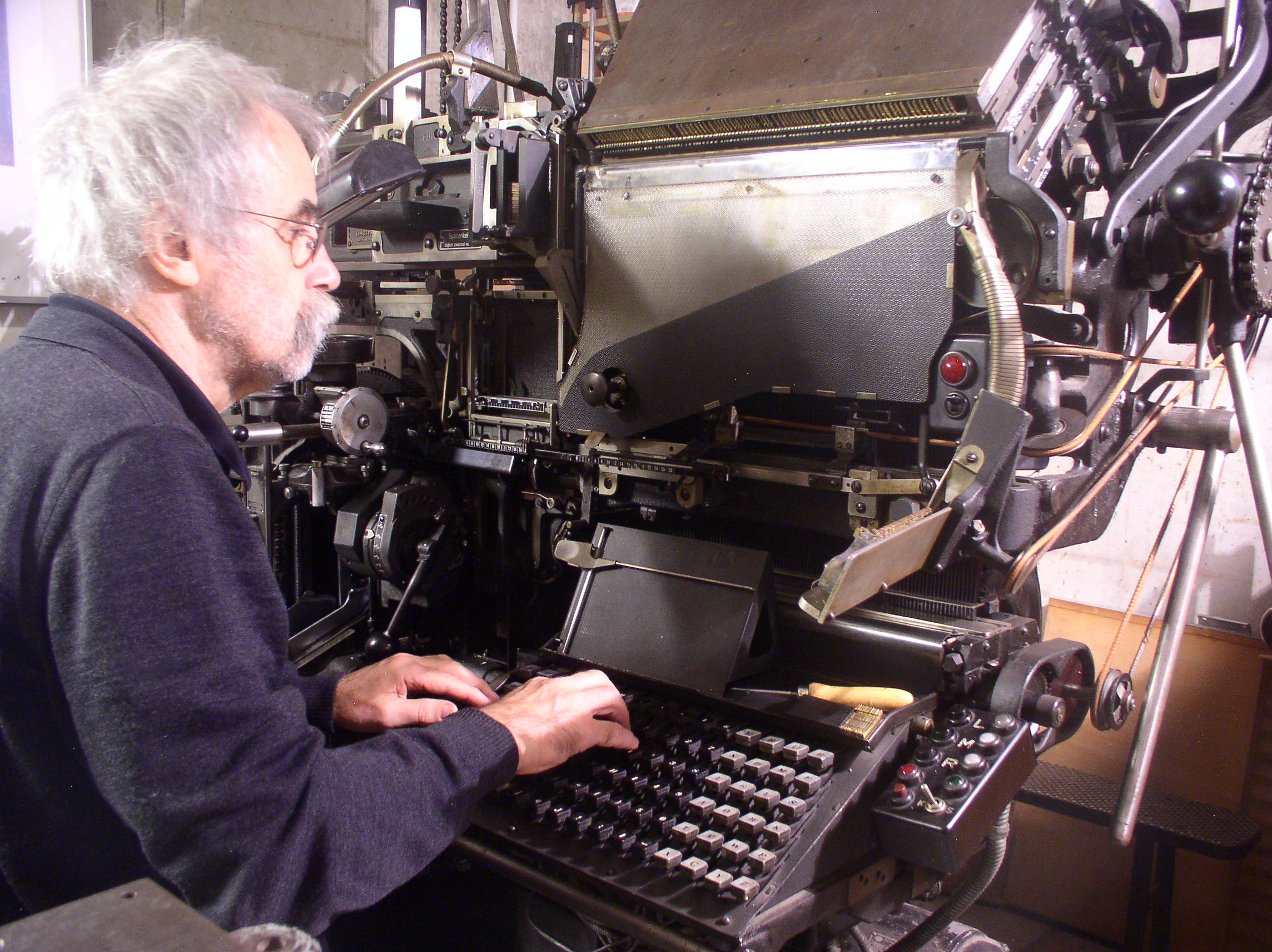
Beim Setzen von Büchern an der Zeilensetzmaschine "Linotype" in Blei für den Buchdruck

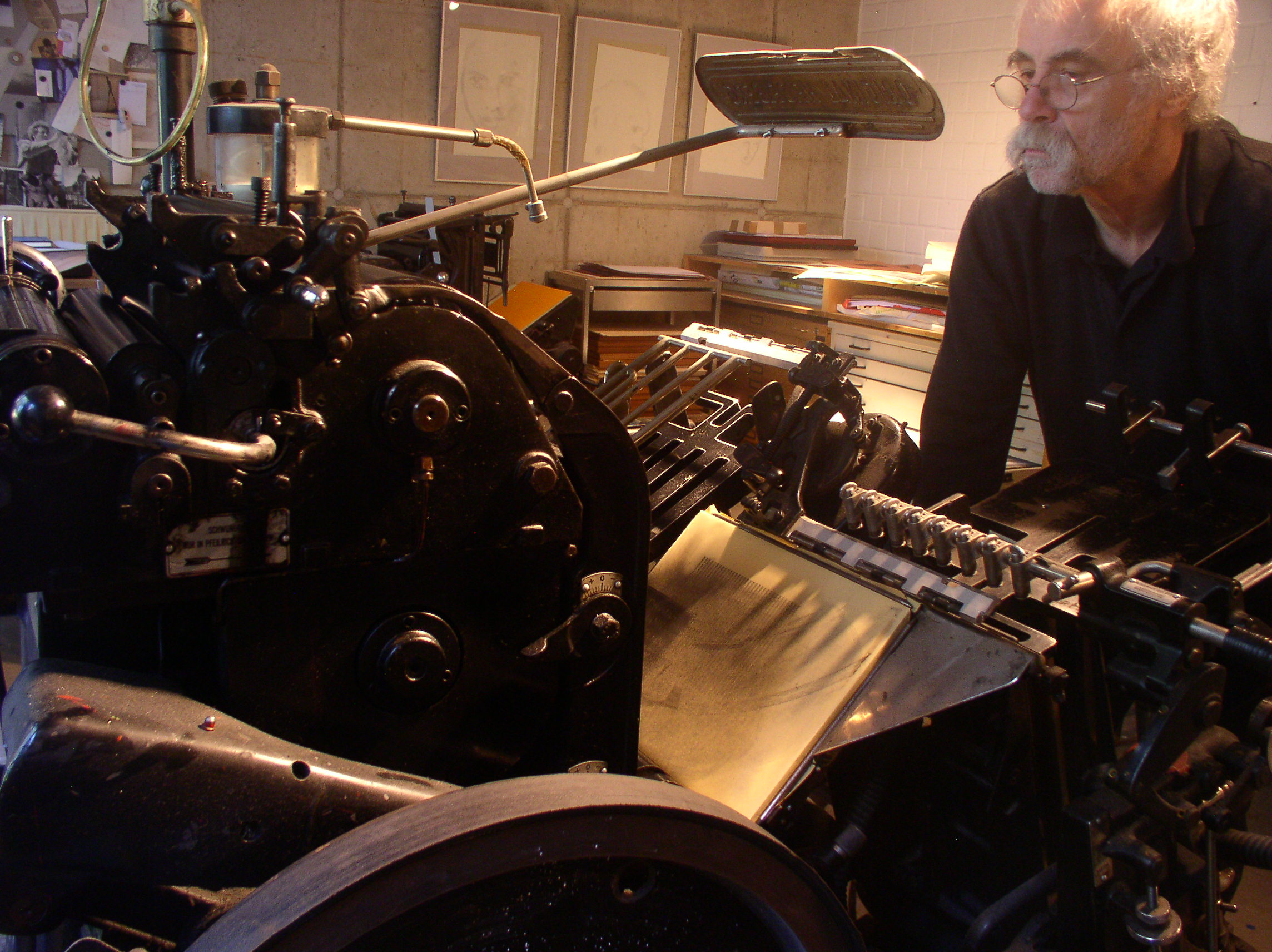
Der Bildhauer Peter Marggraf druckt Bücher auf dem Heidelberger Tiegel

„1996 gründete der Bildhauer Peter Marggraf die San Marco Handpresse. Er setzt Texte und Gedichte mit der Hand oder auf der Linotype in Blei und druckt diese dann auf einem Handtiegel. Er bindet die einzelnen Lagen mit der Hand zu Büchern und legt Originalgrafiken hinein.“
„Eigentlich ist Marggraf Bildhauer, bekannt geworden durch seine eigenwilligen Terrakotta-Skulpturen, nahezu lebensgroße meditative Figuren. Und das existentielle Interesse an der Situation des Menschen bestimmt auch die Auswahl der Texte, mit denen er sich als Drucker auseinandersetzt. (...) So hat er Trakl gedruckt, Kafka, Beckett, Büchner. So ist eine Serie wundervoller Frottagen von großen Holzlettern mit Ingeborg Bachmanns Gedichtszyklus Lieder auf der Flucht entstanden, großformatige Blätter, die wie in Stein gemeißelt wirken. Ein einmaliges Mappenwerk.“

## Galerie

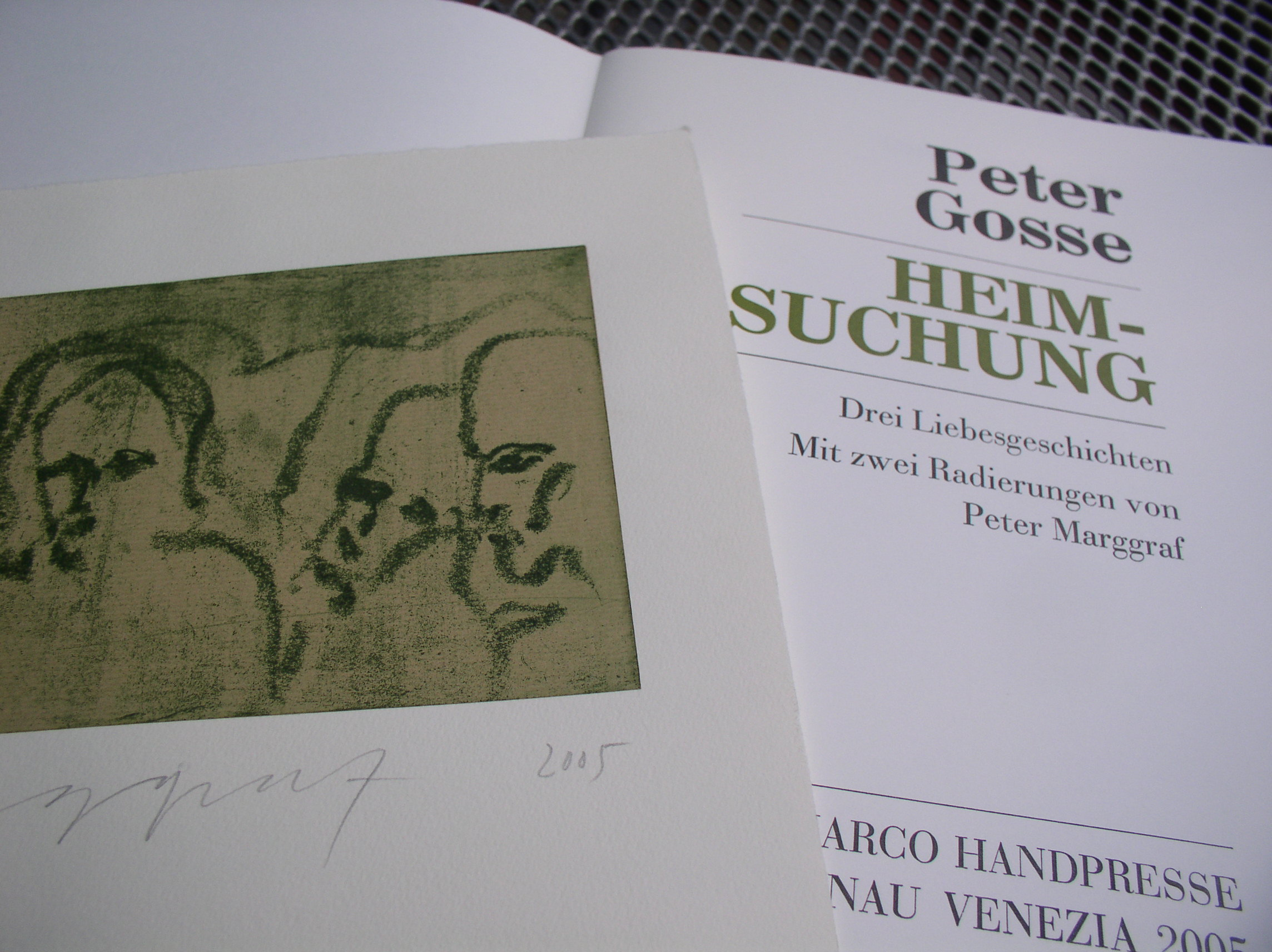
Heimsuchung. Peter Gosse Liebesgeschichten mit zwei Radierungen, 2005.
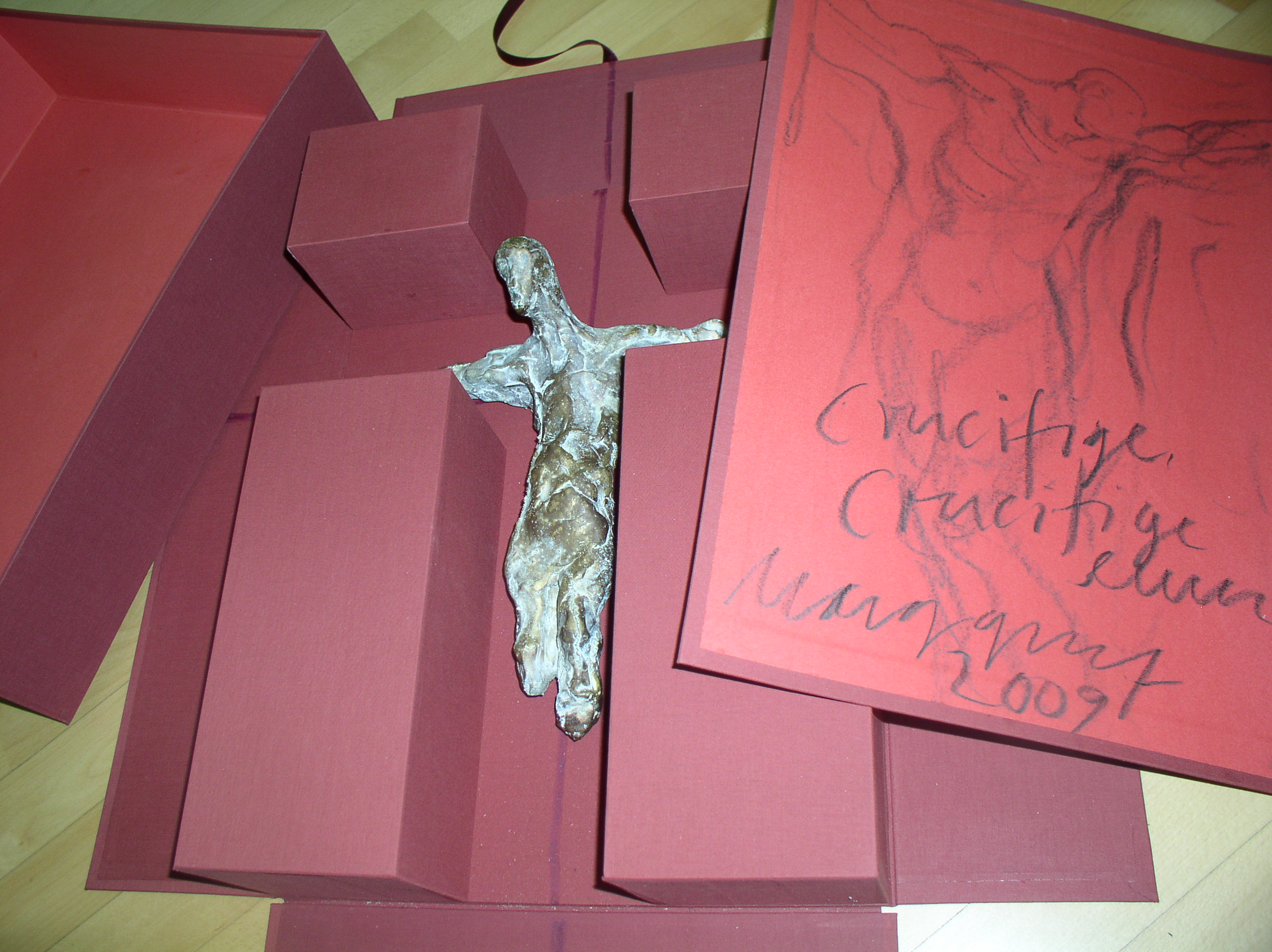
Crucifige, crucifige, eum! Eine Kassette, die Peter Marggraf 2009 angefertigt hat. Aufbewahrt im Dommuseum Hildesheim.
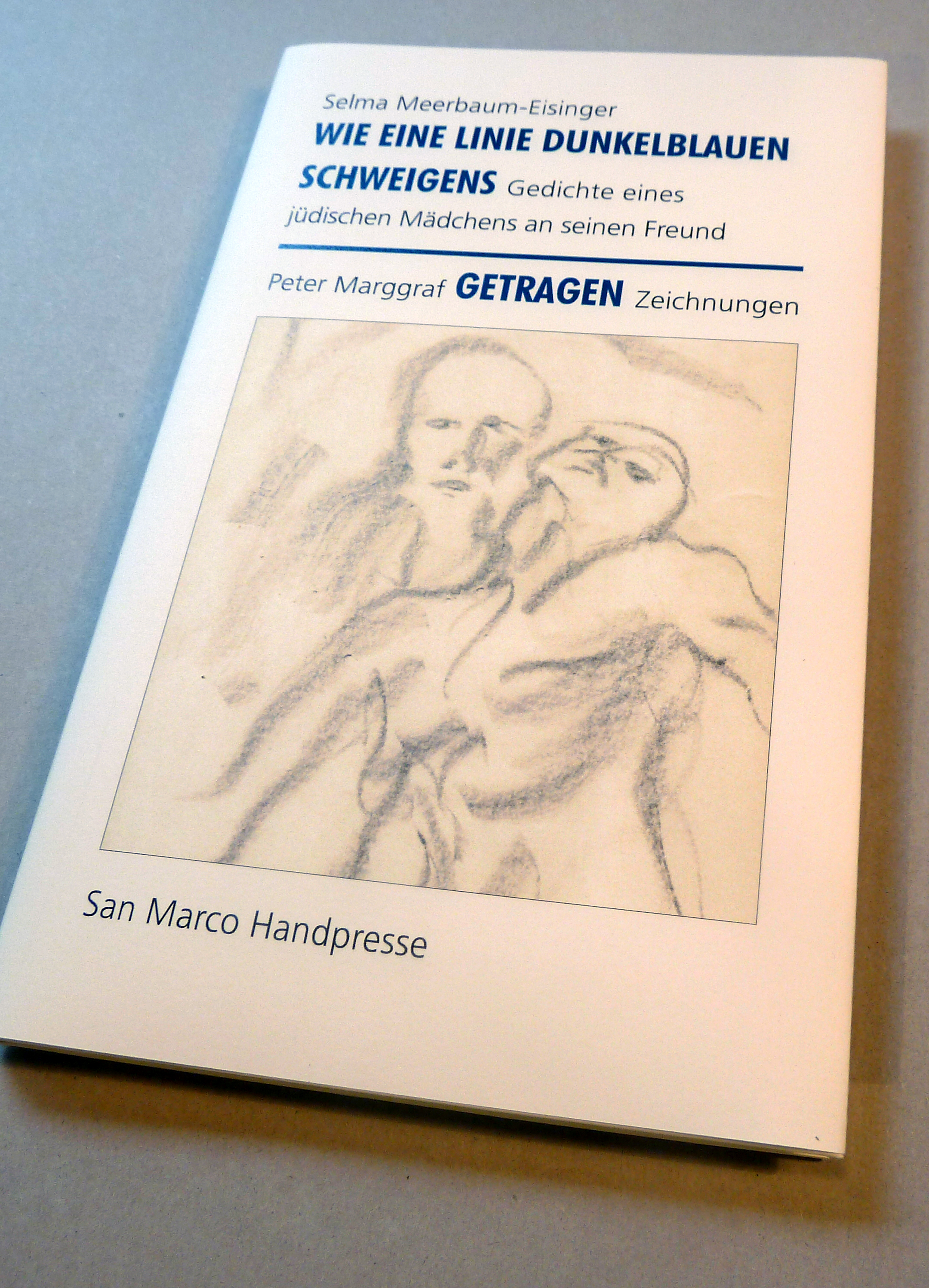
Selma Meerbaum-Eisinger. Wie eine Linie dunkelblauen Schweigens, 2020. Gedichte

## Bücher, Mappen und Kassetten

### Bücher (Auswahl)

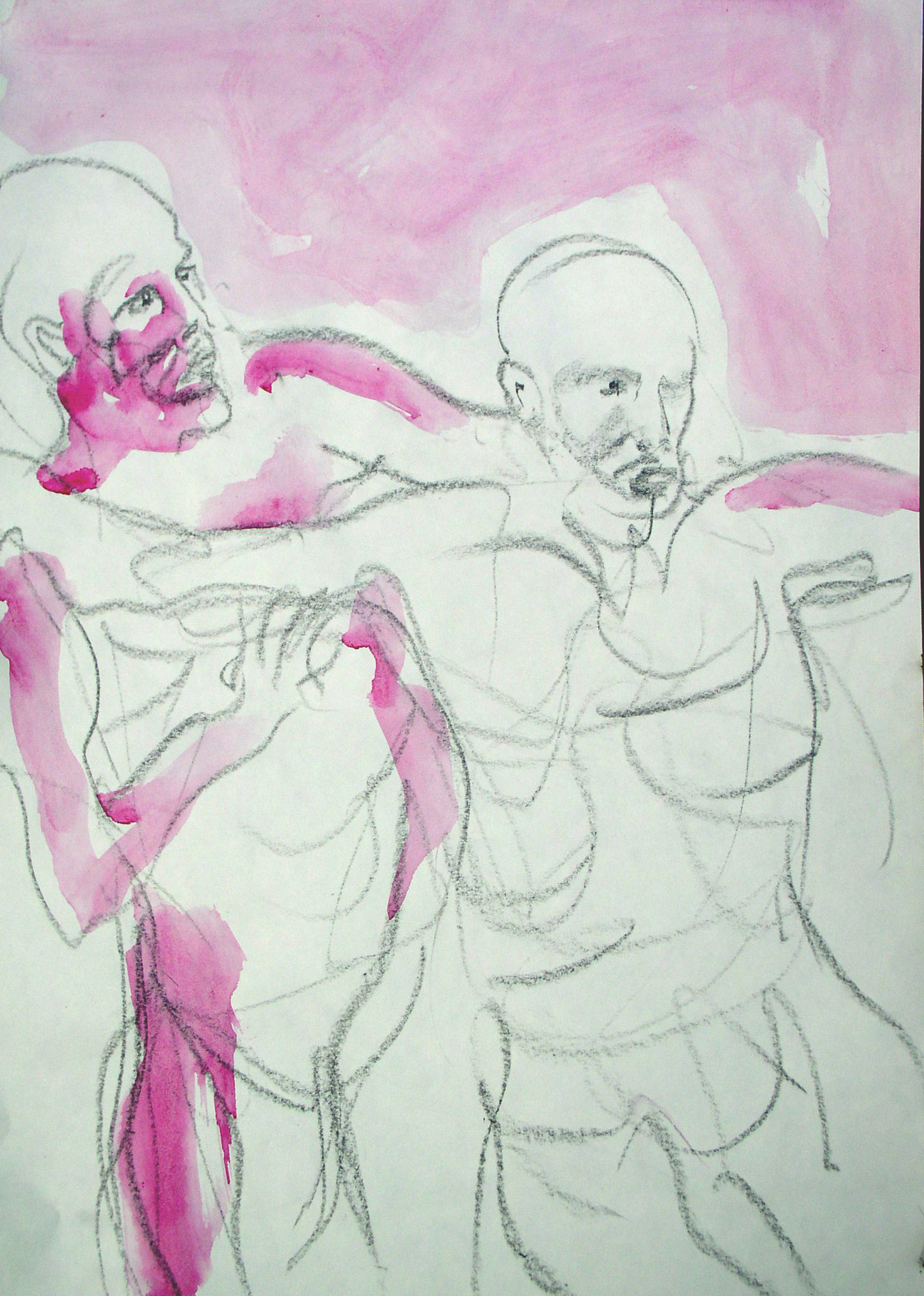
Lenz. Eine kolorierte Bleistiftzeichnung aus der Kassette "Lenz". Aufbewahrt im Dommuseum Hildesheim.

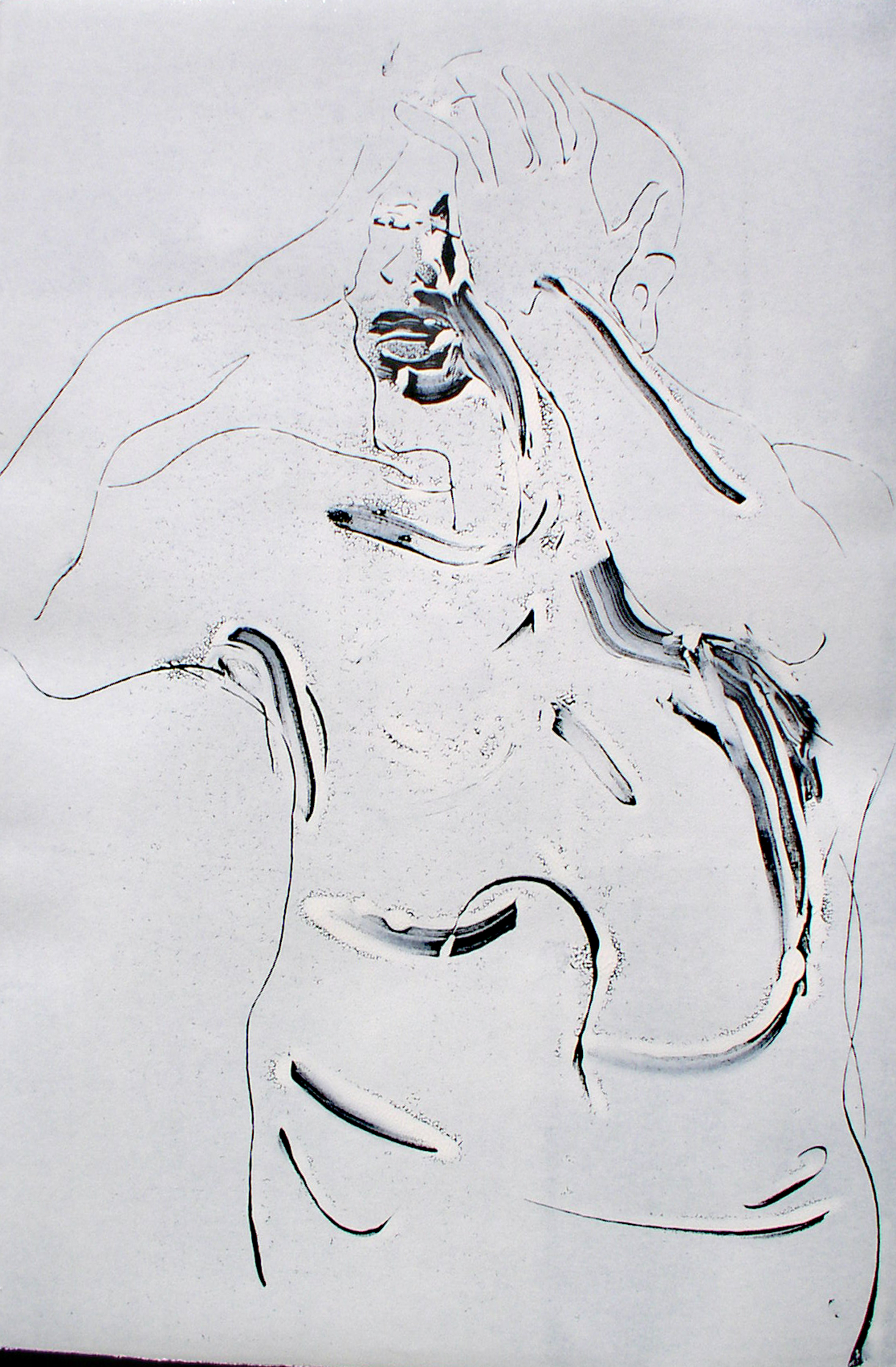
Woyzeck. Eine Monotypie aus der Kassette "Woyzeck"

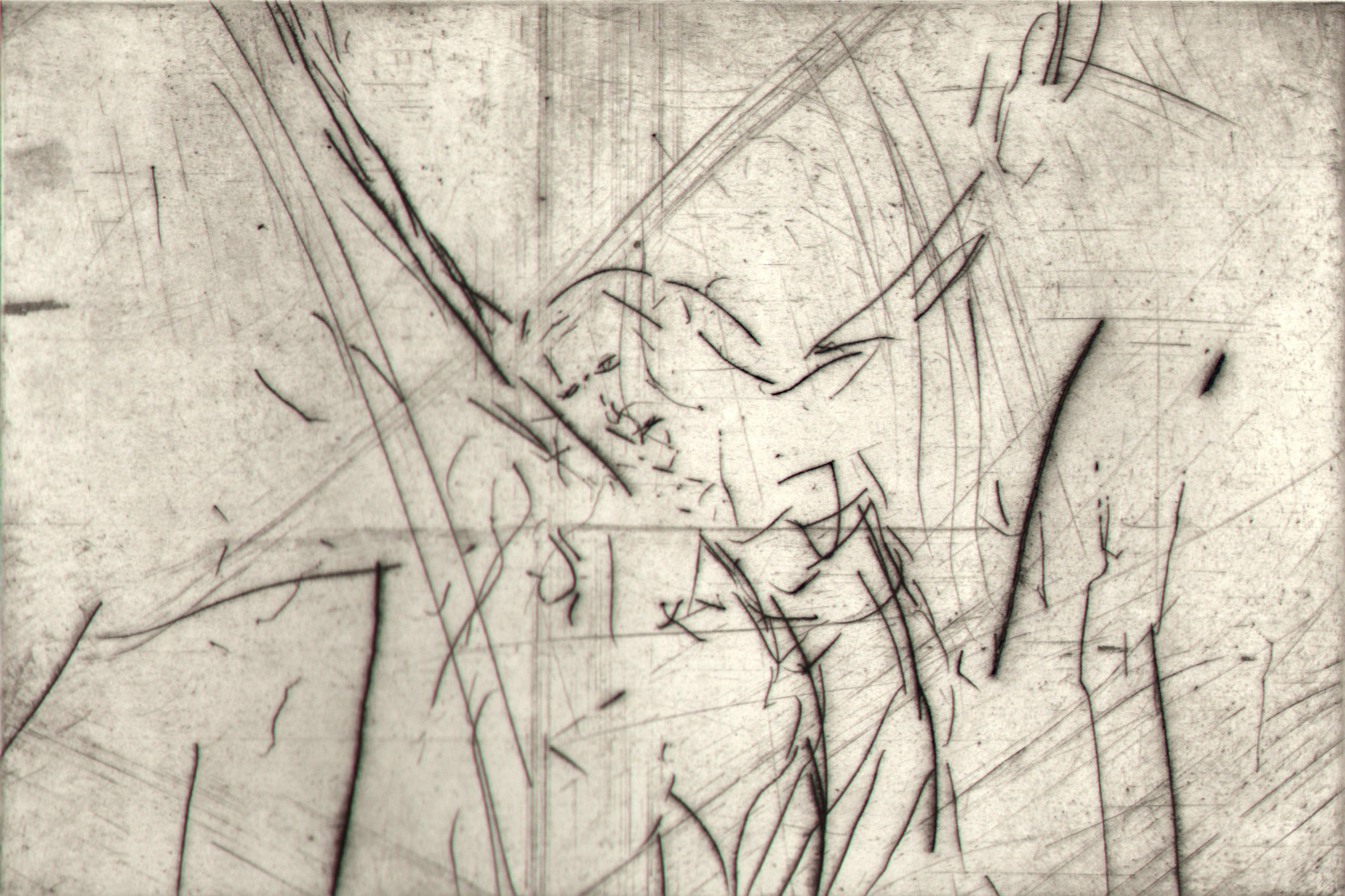
Gekreuzigter. Eine Radierung aus der Kassette "Passio". In der Vorarlberger Landesbibliothek, Bregenz.

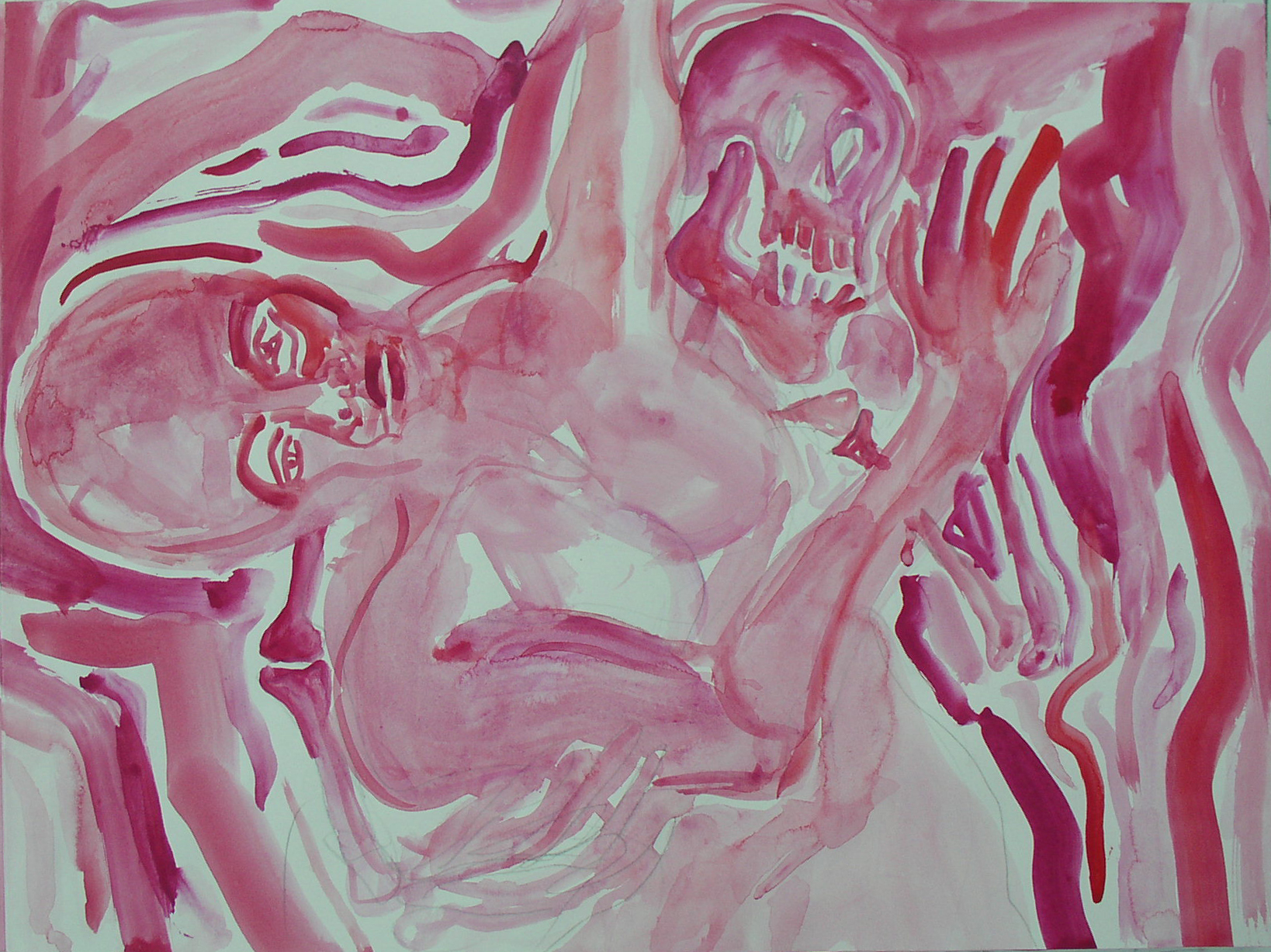
Tanz. Zeichnung eines 7 m langen Totentanz zu einem Gedicht von Clemens Umbricht. (Ausschnitt). Aufbewahrt im Dommuseum Hildesheim.

- Was kommen wird. Gedichte von Hans Georg Bulla (mit einer Radierung).
- Ein Hungerkünstler. Erzählung von Franz Kafka (mit einer Radierung).
- Sebastian im Traum. Gedichte von Georg Trakl (mit drei Radierungen).
- Woyzeck. Dichtung von Georg Büchner (mit drei Radierungen).
- Lenz. Dichtung von Georg Büchner (mit drei Radierungen).
- Traumbilder - Ein Totentanz. Gedichte von Heinrich Heine (mit drei Radierungen).
- Die Verwandlung. Erzählung von Franz Kafka (mit zwei Radierungen).
- Lieder auf der Flucht. Gedichte von Ingeborg Bachmann (mit drei Radierungen).
- Anrufung des großen Bären. Gedichte von Ingeborg Bachmann (mit zwei Radierungen).
- Venedig hieß es. Gedichte von Anna Maria Carpi (mit einer Radierung).
- Spätherbst in Venedig. Gedichte von Rainer Maria Rilke (mit Blättern aus venezianischen Skizzenbüchern).
- Zurückwinken. Drei Geschichten von Hans Georg Bulla (mit Grafiken von 1986 bis 2011).
- Passio. Die Johannespassion (mit Zeichnungen und Drucken von 1980 bis 2013).
- Der Traum von Venedig. Gedichte von Theodor Däubler (mit Aquarellen aus Venedig und einen Textbeitrag von Walter Jens).
- Wundbilder. Gedichte von Michael Hillen  (mit einer Radierung).
- Brief an den Vater. Franz Kafka (mit Kohlezeichnungen von 1990).
- Er ist barhäuptig, barfüßig. Samuel Beckett (mit einer Radierung).
- Der Tod in Venedig. Thomas Mann (mit eingedruckten Holzschnitten).

### Mappen und Kassetten (Auswahl)
- Einen Augenblick Ruhe. Eine Kassette mit Zeichnungen zu Gedichten von Gerd Kolter. (In der Sammlung Hartmann, Vorarlberger Landesbibliothek, Bregenz)
- crucifige, crucifige eum. Ein Bronzekreuz und eine Mappe mit acht Zeichnungen in einer Kassette. (In der Sammlung Hartmann, Dommuseum Hildesheim)
- Ergo. Eine Kassette mit Gouachen zu Gedichten von Peter Piontek. (In der Sammlung Hartmann, Vorarlberger Landesbibliothek, Bregenz)
- Das Stundenbuch. Gedichte von Rainer Maria Rilke (drei Bände im Schuber mit zehn Radierungen). (In der Gottfried Wilhelm Leibniz Bibliothek  Hannover)
- Entstehung des Buches "Märzwinter" mit Gedichten von Hans Georg Bulla. (In der Sammlung Hartmann, Vorarlberger Landesbibliothek, Bregenz)
- Passio - Die Johannespassion. Eine Kassette mit Grafiken zum Thema "Kreuzigung". (In der Sammlung Hartmann, Vorarlberger Landesbibliothek, Bregenz)
- Il Paradiso perduto - Das verlorene Paradies. Eine Kassette mit Bleistiftzeichnungen.
- Georg Büchner. Woyzeck. Eine Kassette mit Monotypien.
- Georg Büchner. Lenz. Eine Kassette mit farbig gefassten Grafitzeichnungen. −
- Der See. Eine Kassette mit Monotypien und Glasobjekten zu Gedichten von Gerd Kolter. (In der Sammlung Hartmann, Vorarlberger Landesbibliothek, Bregenz)
- Bilder und Wörter. Eine Kassette mit Gedichten von Hans Georg Bulla. (In der Sammlung Hartmann, Vorarlberger Landesbibliothek, Bregenz)

### Totentänze (Auswahl)
- Den Atem tauschen. Zeichnungen (Graphit und Acryl) zu einem Gedicht von Ingeborg Bachmann.
- Ein Verrückter und Eine. Eine Mappe (Frottagen) zu einem Gedicht von Rainer Maria Rilke.−
- Totentanz. Ein Leporello (Graphit und Tempera)zu einem Gedicht von Clemens Umbricht. (In der Sammlung Hartmann, Dommuseum Hildesheim)
- Jetzt faßt er mich an - Ein Schattenspiel. (Graphit und Frottage).
- Thomas Mann. Der Tod in Venedig. Eine Kassette mit dem Buch, allen Holzschnitten und den Andrucken und Druckstöcken. (In der Sammlung Hartmann, Vorarlberger Landesbibliothek, Bregenz)

## Arbeiten in öffentlichem Besitz
Plastiken, Bücher und Mappen
- Sammlung des Landkreises Cuxhaven
- Sammlung des Landes Niedersachsen
- Sammlung der Stadt Hannover
- Sammlung der Gemeinde Burgwedel
- Sammlung der Stadt Garbsen
- Sammlung der Niedersächsischen Landesbibliothek Hannover
- Artothek der Stadt Neustadt am Rbge.
- Paul-Gerhardt-Gemeinde Sarstedt
- Sammlung des Landkreises Hannover
- Herzog August Bibliothek Wolfenbüttel
- Deutsches Studienzentrum Venedig
- Kreissparkasse Neustadt am Rbge.
- Liebfrauenkirche Neustadt am Rbge.
- Kloster Mariensee
- Sammlung der Stadtsparkasse Hannover
- Sammlung der Sparkasse Wolgast
- Literatur-Büro Hannover
- Lilly Library, Indiana University/USA.
- Bibliothek der Hochschule Heerbrugg (Schweiz)
- Lyrik-Kabinett, Universität München
- Deutsches Literaturarchiv Marbach
- Universität Frankfurt a. M.
- Diakonische Dienste Hannover
- Kulturstiftung des Freistaates Sachsen, Dresden
- Lenau Haus in Pécs, Ungarn
- Sächsische Landesbibliothek, Staats - und Universitätsbibliothek Dresden
- Universität Hannover
- Landesbibliothek Bregenz, Österreich
- Dommuseum Hildesheim (Sammlung Brigitte und Gerhard Hartmann)
- Dommuseum Hildesheim (Sammlung Renate und Otto Ludwig)
- St. Michael, Göttingen
- Diakonie-Kolleg Wolfenbüttel
- Martin-Luther-Kirche Borken / Westfalen
- Luther-St.-Andreas Kirche, Rostock
- St. Antonius von Padua, Warburg-Menne
- Deutsches Buch- und Schriftmuseum, Leipzig
- Sprengel Museum, Hannover